# Беле (Ен, Пикардија)
Беле (фр. Belleu) је насељено место у Француској у региону Пикардија, у департману Ен (Пикардија).
По подацима из 2011. године у општини је живело 3867 становника, а густина насељености је износила 853,64 становника/km².

## Демографија
| 1962. | 1968. | 1975. | 1982. | 1990. | 2011. |
| ----- | ----- | ----- | ----- | ----- | ----- |
| 2.723 | 3.558 | 3.606 | 4.263 | 4.083 | 3.867 |